# Iren Stehli
Iren Stehli (* 3. července 1953, Curych) je švýcarsko–česká dokumentární fotografka.

## Život
Narodila se v Curychu, její matka byla českého původu. V letech 1972–1974 studovala slavistiku na Filosofické fakultě Univerzity Karlovy. V letech 1972–1979 pak studovala fotografii na Filmové a televizní fakultě AMU, pak pokračovala v postgraduálním studiu tamtéž v letech 1979–1983. V době svých pražských studií vytvořila řadu fotografických cyklů, které dokumentovaly reálný život v období normalizace.
V letech 1993–2001 byla ředitelkou švýcarské kulturní nadace Pro Helvetia Prague. Od roku 2001 působí jako svobodná fotografka v Curychu a v Praze.

## Fotografické cykly
- Pražská ulice 1974–76
- Statek v severních Čechách 1975
- Taneční 1974–77
- Konkurs 1980
- Rybí bufet 1976–77
- Krejčí pan Sláma 1976–81
- Doma 1975–81
- Dům v Žerotínově ulici 1976–79
- Pražské obchody 1976–95
- Pražské výlohy 1976–96
- Pražské zdi a ulice 1976–90
- Libuna 1974–2001
- Zátiší 1975–2002
- Hotel Montana 1998
- Narozeninový večírek 2000
- Riccardo Cocciante Videoclip Ella 2002
- BDO Clients Meeting 2006, 2010
- Bata 2007
- Zurich Gymnasiums Anniversary 2008
- Riccardo Cocciante Concert Verona 2009
- BDO Golf 2010
- Rodinný život 2010

## Výstavy
- 2011 - Tichá rezistence - fotografie z osmdesátých let, společně s Jaroslavem Benešem a Jiřím Poláčkem, Praha, Galerie NoD, kurátor: Petr Vaňous, výstava v rámci Fotograf Festivalu [1]
- 2014 - Iren Stehli – "So nah, so fern" - Fotostiftung Schweiz, Winterthur, 8. března - 25. května 2014
- 2015 - Iren Stehli - Libuna a jiné eseje, Galerie hlavního města Prahy, 13. října 2015 - 24. ledna 2016
- 2018 - Druhý život, kurátoři: Iren Stehli, Ivana Brádková, Terezie Zemánková, Robert V. Novák a Fiona Ziegler
  - Praha, Galerie Kritiků, Jungmannova 31, 4. - 22. dubna 2018[2]
  - Zlín, Galerie Václava Chada, 25. května —10. června 2018[2]
  - Brno, Dům umění, Galerie Jaroslava Krále, 20. června až 29. července 2018[2][3]
  - Plzeň, Galerie Ladislava Sutnara, 20. září — 14. října 2018[2]

## Publikace
- SEDLÁČEK, Ondřej; STEHLI, Iren. Předlistopadová jablka. Praha: Jalna, 2009. 38 s. ISBN 978-80-86396-48-4.
- FÁROVÁ, Anna; HELLER, Martin. Iren Stehli. Praha: Torst, 2006. 175 s. ISBN 80-7215-284-X.
- Anna Fárová, Milena Hubschmannová, Martin Heller. Libuna : cikánský život v Praze. Zürich: Scalo, 2004. 252 s. Dostupné online. ISBN 3-908247-63-2. (německy, anglicky)
- Anna Fárová, Charles-Henri Favrod. Pražské výlohy : Prager Schaufenster : Prague shop windows : 1978-1996. Praha: Torst, 1996. ISBN 80-85639-90-4. (česky, anglicky, německy)